# بنزوثيبين
بنزوثيبين هو مركب ثيبين يحتوي على على حلقة بنزين واحدة.

## روابط خارجية
- Benzothiepins في المكتبة الوطنية الأمريكية للطب نظام فهرسة المواضيع الطبية (MeSH).